# George Freeman (homme politique)
George Freeman, né le 12 juillet 1967 à Cambridge, est un homme politique britannique, membre du Parti conservateur. Depuis 2010, il est député pour Mid Norfolk à la Chambre des communes.
Il est Ministre d'État aux Affaires, à l'Énergie et à la Stratégie industrielle du 26 octobre 2022 au 13 novembre 2023 dans le gouvernement Sunak.

## Origines familiales et éducation
George Freeman est né le 12 juillet 1967. C’est un descendant de William Ewart Gladstone, qui fut Premier Ministre au dix-neuvième siècle, et de Mabel Philipson, la première femme élue députée. Il fait ses études à Radley College et au Girton College de l’Université de Cambridge, où il reçoit un diplôme en géographie en 1989.

## Carrière
Freeman commence sa carrière en tant que lobbyiste au National Farmers Union à Westminster. Il travaille ensuite dans le capital risque biomédical pendant quinze ans. Il passe la majorité de sa carrière près de la grappe industrielle de Cambridge où il soutient la croissance des entreprises high tech. Il est directeur du capital-risque de départ chez Merlin Biosciences, puis devient PDG d’une start-up à Cambridge, Amedis Pharmaceuticals. Il est fondateur et président d’une entreprise de conseil spécialisée dans la recherche de transfert, 4D Biomedical Ltd., pendant sept ans.
Freeman se présente en tant que candidat conservateur à la députation de Stevenage aux élections britanniques de 2005, mais il est battu par la députée travailliste en exercice Barbara Follett. Il est élu à la Chambre des communes lors des élections générales de 2010, où il remplace le député en exercice, Keith Simpson, qui avait décidé de se présenter pour la circonscription de Broadland.
Il est Sous-secrétaire d'État parlementaire aux Sciences de la vie du 15 juillet 2014 au 15 juillet 2016, puis Ministre d'État à la Technologie des Transports et de l'Innovation du 26 juillet 2019 au 13 février 2020, Sous-secrétaire d'État parlementaire à la science, à la recherche et à l'innovation du 17 septembre 2021 au 7 juillet 2022 et Ministre d'État aux Affaires, à l'Énergie et à la Stratégie industrielle du 26 octobre 2022 au 13 novembre dans le gouvernement Sunak.

## Vie personnelle
Freeman est divorcé et a deux enfants.